# オブジェクト (芸能事務所)
株式会社オブジェクト（Object,Inc）は、日本の音響制作会社。2014年4月から2022年3月までは声優を中心とした芸能事務所としても事業を展開していた。

## 概要
2008年11月11日に設立。声優のマネージメントやゲーム、アニメの音響制作・キャスティングの他、企画制作（音響、撮影、放送、ウェブ等）やウェブプロモーション業務、クリエイターの養成も行っている。
元々の業務内容は企画制作業のみだったが、2014年4月よりこれまでフリーで活動していた沢城千春のマネージメントを開始。1年以上は沢城1人のみのマネージメントに携わっていたが、2015年9月より小原莉子をはじめ、他の声優も所属するようになった。なお、最初の所属声優だった沢城は2019年4月にステイラックへ移籍している。
社名の「object」は哲学用語で「客観」という意味を持つ。
ダ・ヴィンチニュースにて連載されている「声優図鑑」の企画・主催を行っている。
2022年3月15日、同月をもってマネージメント事業を終了すると発表。

## 事業終了時の所属声優

### 男性
- 坂上晶（現所属：S）
- 前内孝文（現所属：INSPIONエージェンシー）
- 諸田和典（フリー）

### 女性
- 北原知奈（FIRST WIND production所属後、フリー）
- 小原莉子（フリー）
- 髙橋麻里（現所属：S）
- 田中音緒（現所属：クロコダイル）
- 森千早都（現所属：FIRST WIND production）

### 準所属
- 豊島聖人（現所属：EARLY WING）

### 預かり
- 石丸千賀（フリー転向後、ディファレンス所属）

## かつて所属していた声優

### 男性
- 朝霧友陽（現所属：アプトプロ）
- 今村真也（現所属：アドナインス）
- 岩義人（office3rock所属後、活動停止）
- 笹翼（現所属：アトミックモンキー）
- 沢城千春（現所属：ステイラック）
- 田村昇三（フリー）

### 女性
- 川上千尋（現所属：DoubleArrow）
- 京花優希（現所属：ケンユウオフィス）
- 佐土原かおり（現所属：アクロスエンタテインメント）
- 泉水みちる（引退）
- 谷尻まりあ（現所属：MILLENNIUM PRO）
- 堀場美希（現所属：リマックス）

## 制作実績

### ゲーム
- AFTERLOST － 消滅都市
- イケメン戦国 時をかける恋
- イケメンヴァンパイア◆偉人たちと恋の誘惑
- 古の女神と宝石の射手
- イヌワシ うらぶれ探偵とお嬢様刑事の池袋事件ファイル
- ヴァリアントナイツ 〜光と闇の覚醒〜
- 駅メモ！ステーションメモリーズ！
- エルブリッサ
- オレのRPGノート
- Caligula Overdose/カリギュラ オーバードーズ
- クルセイダークエスト
- 消滅都市
- 絶対迎撃ウォーズ
- 千年の巨神
- 手錠付き◆アイドル共同生活!
- ドラゴンズパーティー
- ドリフトガールズ
- V!勇者のくせになまいきだR
- プリンセスラッシュR
- ポポロクロイス物語 ～ナルシアの涙と妖精の笛
- マビノギ英雄伝
- ミトラスフィア -MITRASPHERE-
- メイプルストーリー
- ヤタガラス Attack on Cataclysm
- リベリオンブレイド
- LET IT DIE
- LEFT 4 DEAD -生存者たち-
- 恋愛プリンセス ニセモノ姫と10人の婚約者
- 錬神のアストラル

### ドラマCD
- 永遠のアセリア イメージボーカルCD2 「The Unbreakble Thing」
- ちゃんおぷ的ドラマ　シリーズ
- ハンサム落語

### アニメ
- イケメン戦国◆時をかける恋ははじまらない
- Caligula -カリギュラ-
- 岐阜のたてかよこ
- 消滅都市
- 東京都防災啓発アニメ
- ネコこのゴロ 令和版

### その他
- 温泉むすめ
- Kleissis（クレイ・シス）
- 「極上文学」シリーズ
- ザ・レギャン・トーキョー
- 静岡銘菓「こっこちゃん」
- 声優e-Sports部
- 声優図鑑
- 声優バー
- ダウンロードボイス（声優カーナビ）
- 次にくるマンガ大賞